# Yang Juan
Yang Juan, född 5 september 1969, är en friidrottare från Kina. Hon deltog vid olympiska sommarspelen 1992.